# Marek Jaroszewski
Kateg.: PolscyMarek Maria Józef Jaroszewski (ur. 1 stycznia 1944 w Otwocku) – polski germanista, literaturoznawca, profesor nauk humanistycznych, emerytowany profesor zwyczajny w Uniwersytecie Gdańskim (UG).

## Życiorys
Marek Jaroszewski zdał maturę w 1961 w Liceum Ogólnokształcącym nr 33 w Otwocku. Następnie odbył studia w zakresie filologii germańskiej na Wydziale Filologicznym Uniwersytetu Warszawskiego (UW). Ukończył je w 1966. W 1975 obronił na UW napisaną pod kierunkiem prof. dr hab. Elidy Marii Szaroty pracę doktorską pt. Powieść E. T. A. Hoffmanna „Lebensansichten des Katers Murr” – struktura i problematyka utworu i otrzymał stopień doktora nauk humanistycznych. W 1991 – także na UW – uzyskał stopień doktora habilitowanego w zakresie literaturoznawstwa na podstawie oceny dorobku naukowego i rozprawy habilitacyjnej pt. Der Novemberaufstand in der zeitgenössischen deutschen Literatur und Historiographie. W 2007 został mu nadany tytuł naukowy profesora nauk humanistycznych.
W roku akademickim 1966–1967 odbył asystenckie studia przygotowawcze w Katedrze Filologii Germańskiej UW. W latach 1967–2008 pracował najpierw na UW, m.in. na stanowiskach asystenta (1967) i adiunkta (1975), później na UG – na stanowiskach profesora nadzwyczajnego (1994) oraz profesora zwyczajnego (2007). Był też Kierownikiem Katedry Filologii Germańskiej UG (1996–1997) i pierwszym Dyrektorem Instytutu Filologii Germańskiej UG (1997–2002). Od 2009 przebywa na emeryturze.
Zainteresowania badawcze Marka Jaroszewskiego dotyczą całokształtu historii literatury niemieckiej, zwłaszcza od XVII wieku, a także związków niemiecko-polskich w literaturze, historii i kulturze niemieckiej XIX i XX wieku, recepcji literatury niemieckiej w Polsce oraz historii polskiej germanistyki. Był autorem bądź współautorem sześciu książek oraz redaktorem bądź współredaktorem naukowym dwunastu publikacji zwartych. Ponadto jego dorobek obejmuje jedną bibliografię, artykuły, recenzje oraz inne prace wydane drukiem, m.in. hasła encyklopedyczne. Wyniki swoich badań przedstawiał na kongresach, konferencjach i sympozjach krajowych i zagranicznych. Wygłaszał wykłady gościnne w Niemczech i w Polsce. Był organizatorem i współorganizatorem konferencji naukowych i kongresów. W okresie działalności zawodowej należał do Stowarzyszenia Germanistów Polskich, Stowarzyszenia Güntera Grassa w Gdańsku, do Harro-Harring-Gesellschaft e.V., E.T.A. Hoffmann-Gesellschaft e.V. oraz do Internationale Novalis-Gesellschaft e.V. Marek Jaroszewski wykształcił 123 magistrów i wypromował trzech doktorów. Był autorem recenzji wydawniczych, a także recenzentem prac doktorskich i habilitacyjnych oraz wniosków o profesurę.

## Odznaczenia
- Złoty Krzyż Zasługi (1987)
- Medal Uniwersytetu Gdańskiego (2009)
- Medal Prezydenta Miasta Gdańska przyznawany w ramach obchodów Stulecia Niepodległości Państwa Polskiego (2018)

## Wybrane publikacje
- Der Novemberaufstand in der zeitgenössischen deutschen Literatur und Historiographie. Warwszawa 1989.
- Der polnische Novemberaufstand in der zeitgenössischen deutschen Literatur und Historiographie. Warszawa 1992.
- Der polnische Novemberaufstand in der deustchen Literatur und Historiographie. Auswahlbibliographie 1830-1993 = Studia Niemcoznawcze 10 (1993).
- Powieść E. T. A. Hoffmanna „Kota Mruczysława poglądy na życie”. Próba monografii. Warszawa 1994.
- Literatur und Geschichte. Studien zu den deutsch-polnischen Wechselbeziehungen im 19. und 20. Jahrhundert. Warszawa 1995.
- Marek Jaroszewski (red.): 1000 Jahre Danzig in der deutschen Literatur. Studien und Beiträge = Studia Germanica Gedanensia, nr 5. Gdańsk 1998.
- Jan Wojnowski (red. nacz.): Wielka encyklopedia PWN. Warszawa 2001-2005, t. 1-31 (współautor, 8 haseł).
- Życie i twórczość E.T.A. Hoffmanna 1776-1822. Gdańsk 2006.
- Marion Brandt, Marek Jaroszewski, Mirosław Ossowski (red.): Günter Grass. Literatur – Kunst – Politik. Dokumentation der internationalen Konferenz 4.- 6. 10. 2007 in Danzig. Sopot [2008].
- Marion Brandt, Marek Jaroszewski, Mirosław Ossowski (red.): Günter Grass: Literatura – Sztuka – Polityka. Materiały z międzynarodowej konferencji naukowej Gdańsk 4-6. 10. 2007 r. Gdańsk 2009.
- Marek Jaroszewski, Anna Jaroszewska, Marta Torenc: Zakład Glottodydaktyki Instytutu Germanistyki Uniwersytetu Warszawskiego. 40 lat działalności. Warszawa 2012.
- Marek Jaroszewski, Anna Jaroszewska, Marta Torenc (red.): Wybrane zagadnienia kształcenia z perspektywy glottodydaktyki. Materiały z konferencji naukowo-dydaktycznej zorganizowanej z okazji 40-lecia istnienia Zakładu Glottodydaktyki w Instytucie Germanistyki Uniwersytetu Warszawskiego, Warszawa, dn. 9 marca 2012 r. Warszawa 2013 (współautor, 1 artykuł).
- Marek Jaroszewski, Piotr Wiktor Lorkowski, Mirosław Ossowski (red.): Gdańska encyklopedia Güntera Grassa. Oficyna Gdańska 2017 (współautor, 77 haseł).